# Marek Ast

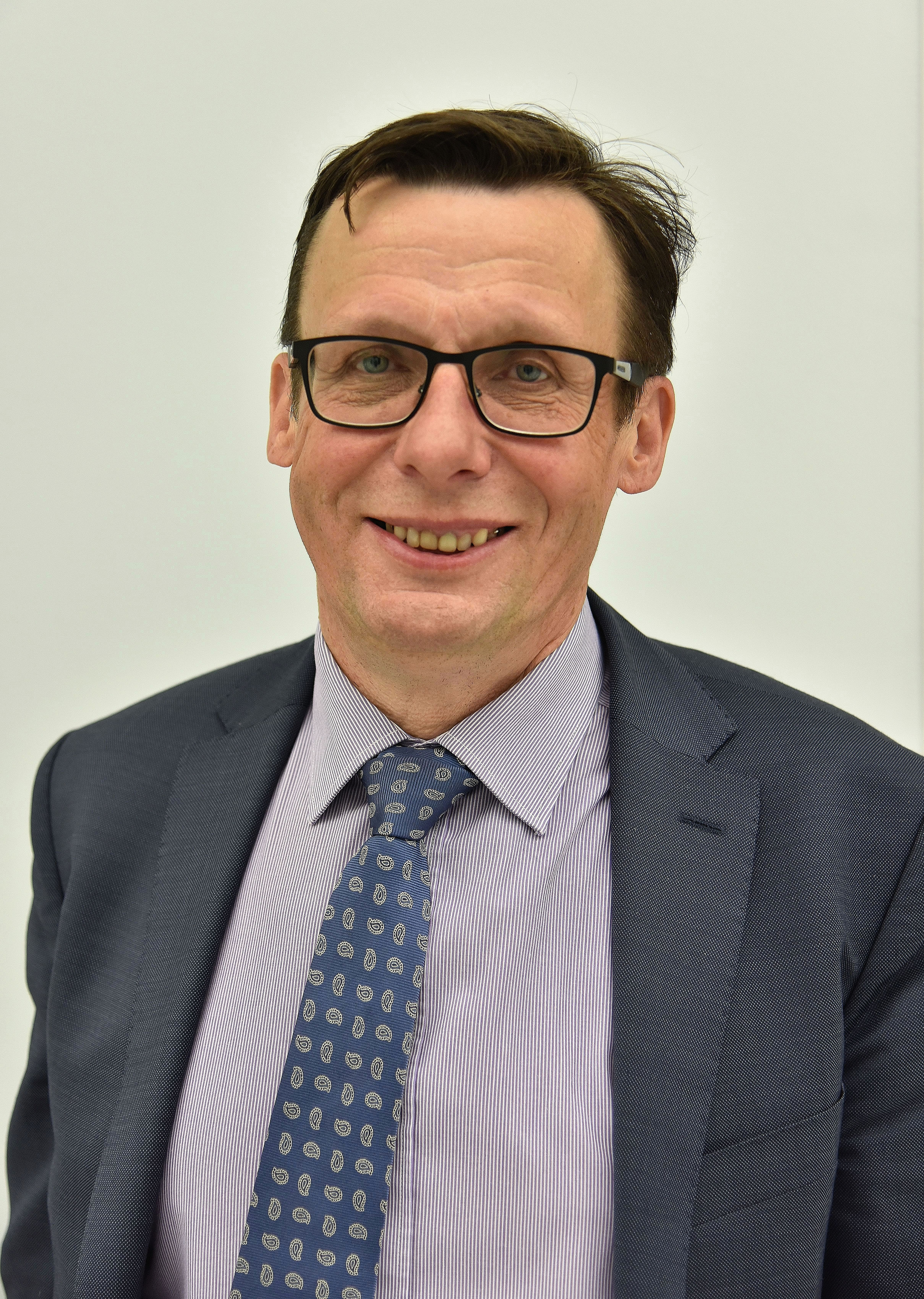
Marek Ast

Marek Ast (* 27. September 1958 in Zielona Góra) ist ein polnischer Politiker, Kommunalpolitiker, Rechtsberater, seit 2006 Abgeordneter des Sejm in der V. und VI., VII. und VIII. Wahlperiode und ehemaliger Woiwode der Woiwodschaft Lebus.
Er beendete das Jura-Studium an der Fakultät für Rechts- und Verwaltungswissenschaften der Universität Breslau. 1990 wurde er Rechtsberater. Zuvor hatte er seit 1984 als Lehrer gearbeitet, zuerst im Staatlichen Kinderheim in Wschowa und von 1986 bis 1989 an der Berufsschule in Wschowa. Von 1991 bis 2005 war er Bürgermeister von Szlichtyngowa, in den Jahren 1998 bis 2002 saß er für die Akcja Wyborcza Solidarność (Wahlaktion Solidarność – AWS) im Sejmik der Woiwodschaft Lebus (Lubuskie).
Er gehörte der Porozumienie Centrum (Zentrums-Übereinkunft – PC) an, bis er in die Prawo i Sprawiedliwość (Recht und Gerechtigkeit – PiS) eintrat. Bei den Sejmwahlen 2005 kandidierte er über die Liste der PiS für den Wahlkreis Zielona Góra, wurde jedoch nicht gewählt. Vom 5. Januar bis zum 21. August 2006 war er Woiwode für Lubuskie. Er trat von dieser Funktion zurück, als er als Nachrücker für den zum Stadtpräsidenten von Warschau ernannten Kazimierz Marcinkiewicz in den Sejm einzog.
Bei den Parlamentswahlen 2007 wurde er mit 21.184 Stimmen erneut Abgeordneter. Er ist Vorsitzender der Sejm-Kommission für Ethnische und Nationale Minderheiten und Mitglied der Kommission für Verfassungsverantwortung.